# Maria Grazia Sestero
Maria Grazia Sestero (Chiusa di San Michele, 7 maggio 1942 – Torino, 1º gennaio 2025) è stata una politica e insegnante italiana.

## Biografia
Laureata in lettere, insegnò in diversi licei e fu Preside del liceo scientifico Einstein di Torino.
Si iscrisse al Partito Comunista Italiano nel 1974. Eletta consigliera comunale a Torino nel 1978, riconfermò il seggio consiliare più volte nei decenni seguenti. Nel 1980 venne nominata Assessore all'Istruzione alla Provincia di Torino; alle Elezioni regionali in Piemonte del 1985 diventò consigliera regionale per il PCI.
Venne eletta alla Camera dei deputati nel 1992 nelle file di Rifondazione Comunista e per la XI Legislatura fa parte della Commissione Affari sociali.
Nel 1994 si ricandidò nel collegio di Torino 8, appoggiata dall'intera coalizione dei Progressisti, ma non venne rieletta a Montecitorio.
Nel 1995 lasciò Rifondazione, fondando con altri il Movimento dei Comunisti Unitari (MCU) di cui fu la leader torinese, venendo poi eletta nelle liste del PDS alle elezioni comunali di Torino del 1997. Dal 1998 con il resto del MCU aderì ai DS. Dal 2001 al 2011 fu assessora alla viabilità e ai trasporti al Comune di Torino.
Attiva nell'ANPI, ne era vice-presidente regionale in Piemonte e presidente provinciale a Torino.
Si è spenta, all'età di 82 anni, il 1º gennaio 2025.